# Arkan
Željko Ražnatović (sârbă Жељко Ражнатовић, pronunțat [ʐêːʎko raʐnâːtoʋit͡ɕ]);, cunoscut sub numele de Arkan (Аркан), a fost un infractor de carieră sârb și comandant al unei forțe paramilitare în războaiele iugoslave, numită Garda Voluntară Sârbă. El a fost pe lista celor mai căutați a Interpolului din anii 1970 și 1980 pentru jafuri și crime comise în mai multe țări din Europa și a fost ulterior acuzat de ONU pentru crime împotriva umanității pentru rolul său în timpul războaielor. Ražnatović a fost, până la moartea sa, cel mai puternic șef al crimei din Balcani. A fost asasinat în ianuarie 2000, înainte ca procesul său să aibă loc.

## Legături externe
- „Arkan's Paramilitaries: Tigers Who Escaped Justice”. Investigation. Balkan Insight. 8 decembrie 2014.
- „Gangster's life of Serb warlord”. BBC News. 15 ianuarie 2000.
- „Arkan: Underworld boss of Milošević's murder squad”. The Guardian. 19 ianuarie 2000.
- „'Blood and Honey – A Balkan War Journal'”. NPR. februarie 2001.
- „Dosije Arkan”. Vreme. noiembrie 2008. Arhivat din original la 18 martie 2013. Accesat în 29 aprilie 2019.